# Where Did You Go?
Where Did You Go? è un singolo del DJ britannico Jax Jones in collaborazione col cantante britannico MNEK, pubblicato il 5 febbraio 2022 come primo estratto dall'EP Midnight Snacks (Part 1).

## Tracce
Testi di Mark Ralph, SIBA, Timucin Lam, Uzoechi Emenike, Wayne Hector.
1. Where Did You Go? – 2:57

## Classifiche
| Classifica (2022) | Posizione massima |
| ----------------- | ----------------- |
| Australia         | 40                |
| Austria           | 50                |
| Belgio (Fiandre)  | 7                 |
| Belgio (Vallonia) | 15                |
| Canada            | 76                |
| Francia           | 79                |
| Germania          | 27                |
| Grecia            | 46                |
| Irlanda           | 5                 |
| Nuova Zelanda     | 13                |
| Paesi Bassi       | 5                 |
| Regno Unito       | 7                 |
| Repubblica Ceca   | 84                |
| Svizzera          | 45                |

## Uso nei media
Il brano è stato utilizzato nella  diciottesima edizione del reality  Grande Fratello in onda su Canale 5 condotto da Alfonso Signorini come singolo degli Highlights di ogni puntata.